# عبد الإله العامر
عبد الإله العامر، لاعب كرة قدم مرمى سعودي.
سبق له اللعب في نادي الطائي والفيصلي ونادي القادسية و عاد بعدها في عام 2017 إلى نادي الطائي و وقع مع نادي الشعلة في عام 2019 .

## روابط خارجية
- عبد الإله العامر على موقع Soccerway.com (الإنجليزية)
- عبد الإله العامر على موقع كووورة